# Voronivka, Odesa
Voronivka (în ucraineană Воронівка) este un sat în comuna Vîzîrka din raionul Odesa, regiunea Odesa, Ucraina.

## Demografie
Componența lingvistică a localității Voronivka
     Ucraineană (89,66%)
     Rusă (6,9%)
     Belarusă (3,45%)
Conform recensământului din 2001, majoritatea populației localității Voronivka era vorbitoare de ucraineană (89,66%), existând în minoritate și vorbitori de rusă (6,9%) și belarusă (3,45%).